# Związek Socjalistycznych Republik Radzieckich na Zimowych Igrzyskach Olimpijskich 1988
ZSRR na Zimowych Igrzyskach Olimpijskich 1988 reprezentowało 101 zawodników: 78 mężczyzn i 23 kobiet. Był to dziewiąty i ostatni start reprezentacji ZSRR na zimowych igrzyskach olimpijskich.

## Zdobyte medale
| Medal  | Zawodnik | Dyscyplina           | Konkurencja                      |
| ------ | --- | -------------------- | -------------------------------- |
| Złoto  | Dimitrij Wasiljew Siergiej Czepikow Aleksandr Popow Walerij Miedwiedcew | Biathlon             | Sztafeta mężczyzn                |
| Złoto  | Jānis Ķipurs Władimir Kozłow | Bobsleje             | Dwójki mężczyzn                  |
| Złoto  | Michaił Diewiatjarow | Biegi narciarskie    | 15 km stylem klasycznym mężczyzn |
| Złoto  | Aleksiej Prokurorow | Biegi narciarskie    | 30 km stylem klasycznym mężczyzn |
| Złoto  | Vida Vencienė | Biegi narciarskie    | 10 km stylem klasycznym kobiet   |
| Złoto  | Tamara Tichonowa | Biegi narciarskie    | 20 km stylem dowolnym kobiet     |
| Złoto  | Swietłana Nagiejkina Nina Gawriluk Tamara Tichonowa Anfisa Riezcowa | Biegi narciarskie    | Sztafeta kobiet                  |
| Złoto  | Jekatierina Gordiejewa Siergiej Grińkow | Łyżwiarstwo figurowe | Pary sportowe                    |
| Złoto  | Natalja Biestiemjanowa Andriej Bukin | Łyżwiarstwo figurowe | Pary taneczne                    |
| Złoto  | Ilja Biakin Jewgienij Biełoszejkin Wiaczesław Bykow Andriej Chomutow Aleksandr Czornych Wiaczesław Fietisow Aleksiej Gusarow Siergiej Jaszyn Walerij Kamienski Aleksiej Kasatonow Aleksandr Kożewnikow Igor Krawczuk Władimir Krutow Igor Łarionow Andriej Łomakin Siergiej Makarow Aleksandr Mogilny Siergiej Mylnikow Witalij Samojłow Anatolij Siemionow Igor Stielnow Siergiej Starikow Siergiej Swietłow | Hokej na lodzie      | Turniej mężczyzn                 |
| Złoto  | Nikołaj Gulajew | Łyżwiarstwo szybkie  | 500 m mężczyzn                   |
| Srebro | Walerij Miedwiedcew | Biathlon             | Sprint mężczyzn                  |
| Srebro | Walerij Miedwiedcew | Biathlon             | Bieg indywidualny mężczyzn       |
| Srebro | Władimir Smirnow | Biegi narciarskie    | 30 km stylem klasycznym mężczyzn |
| Srebro | Władimir Smirnow Władimir Sachnow Michaił Diewiatjarow Aleksiej Prokurorow | Biegi narciarskie    | Sztafeta mężczyzn                |
| Srebro | Tamara Tichonowa | Biathlon             | 5 km stylem klasycznym kobiet    |
| Srebro | Raisa Smietanina | Biathlon             | 10 km stylem klasycznym kobiet   |
| Srebro | Anfisa Riezcowa | Biathlon             | 20 km stylem dowolnym kobiet     |
| Srebro | Jelena Wałowa Oleg Wasiljew | Łyżwiarstwo figurowe | Pary sportowe                    |
| Srebro | Marina Klimowa Siergiej Ponomarienko | Łyżwiarstwo figurowe | Pary taneczne                    |
| Brąz   | Siergiej Czepikow | Biathlon             | Sprint mężczyzn                  |
| Brąz   | Jānis Ķipurs Guntis Osis Juris Tone Władimir Kozłow | Bobsleje             | Czwórki mężczyzn                 |
| Brąz   | Władimir Smirnow | Biegi narciarskie    | 15 km stylem klasycznym mężczyzn |
| Brąz   | Vida Vencienė | Biegi narciarskie    | 5 km stylem klasycznym kobiet    |
| Brąz   | Raisa Smietanina | Biegi narciarskie    | 20 km stylem dowolnym kobiet     |
| Brąz   | Wiktor Petrenko | Łyżwiarstwo figurowe | Soliści                          |
| Brąz   | Jurij Charczenko | Saneczkarstwo        | Jedynki mężczyzn                 |
| Brąz   | Allar Levandi | Kombinacja norweska  | Gundersen                        |
| Brąz   | Ihar Żalazouski | Łyżwiarstwo szybkie  | 1000 m mężczyzn                  |

## Wyniki reprezentantów Rosji

### Biathlon
Mężczyźni
- Siergiej Czepikow

sprint - 
bieg indywidualny - 4. miejsce
- Jurij Kaszkarow

sprint - 18. miejsce
bieg indywidualny - 5. miejsce
- Walerij Miedwiedcew

sprint - 
bieg indywidualny - 
- Aleksandr Popow

bieg indywidualny - 12. miejsce
- Dmitrij Wasiljew

sprint - 9. miejsce
- Dmitrij Wasiljew
Siergiej Czepikow
Aleksandr Popow
Walerij Miedwiedcew

sztafeta - 

### Bobsleje
Mężczyźni
- Jānis Ķipurs
Władimir Kozłow

Dwójki - 
- Zintis Ekmanis
Aivars Trops

Dwójki - 9. miejsce
- Māris Poikāns
Olafs Kļaviņš
Ivars Bērzups
Juris Jaudzems

Czwórki - 5. miejsce
- Jānis Ķipurs
Guntis Osis
Juris Tone
Władimir Kozłow

Czwórki - 

### Biegi narciarskie
Mężczyźni
- Ołeksandr Batiuk

15 km stylem klasycznym - 15. miejsce
- Jurij Burłakow

30 km stylem klasycznym - 12. miejsce
50 km stylem dowolnym - 26. miejsce
- Michaił Diewiatjarow

15 km stylem klasycznym - 
30 km stylem klasycznym - 4. miejsce
50 km stylem dowolnym - 25. miejsce
- Aleksiej Prokurorow

15 km stylem klasycznym - 18. miejsce
30 km stylem klasycznym - 
50 km stylem dowolnym - 38. miejsce
- Władimir Sachnow

50 km stylem dowolnym - 12. miejsce
- Władimir Smirnow

15 km stylem klasycznym - 
30 km stylem klasycznym - 
- Władimir Smirnow
Władimir Sachnow
Michaił Diewiatjarow
Aleksiej Prokurorow

sztafeta - 
Kobiety
- Nina Gawriluk

20 km stylem dowolnym - DSQ
- Swietłana Nagiejkina

5 km stylem klasycznym - 8. miejsce
10 km stylem klasycznym - 4. miejsce
- Anfisa Riezcowa

20 km stylem dowolnym - 
- Raisa Smietanina

5 km stylem klasycznym - 10. miejsce
10 km stylem klasycznym - 
20 km stylem dowolnym - 
- Tamara Tichonowa

5 km stylem klasycznym - 
10 km stylem klasycznym - 5. miejsce
20 km stylem dowolnym - 
- Vida Vencienė

5 km stylem klasycznym - 
10 km stylem klasycznym - 
- Swietłana Nagiejkina
Nina Gawriluk
Tamara Tichonowa
Anfisa Riezcowa

sztafeta - 

### Hokej na lodzie
Mężczyźni
- Ilja Biakin, Jewgienij Biełoszejkin, Wiaczesław Bykow, Andriej Chomutow, Aleksandr Czornych, Wiaczesław Fietisow, Aleksiej Gusarow, Siergiej Jaszyn, Walerij Kamienski, Aleksiej Kasatonow, Aleksandr Kożewnikow, Igor Krawczuk, Władimir Krutow, Igor Łarionow, Andriej Łomakin, Siergiej Makarow, Aleksandr Mogilny, Siergiej Mylnikow, Witalij Samojłow, Anatolij Siemionow, Igor Stielnow, Siergiej Starikow, Siergiej Swietłow -

### Kombinacja norweska
Mężczyźni
- Andriej Dundukow

Gundersen - 12. miejsce
- Allar Levandi

Gundersen - 
- Siergiej Nikiforow

Gundersen - 14. miejsce
- Wasilij Sawin

Gundersen - 10. miejsce
- Andriej Dundukow
Wasilij Sawin
Allar Levandi

sztafeta - DNF

### Łyżwiarstwo figurowe
Mężczyźni
- Aleksandr Fadiejew

soliści - 4. miejsce
- Władimir Kotin

soliści - 6. miejsce
- Wiktor Petrenko

soliści - 
Kobiety
- Kira Iwanowa

soliści - 7. miejsce
- Anna Kondraszowa

soliści - 8. miejsce
Pary
- Jekatierina Gordiejewa
Siergiej Grińkow

Pary sportowe - 
- Jelena Wałowa
Oleg Wasiljew

Pary sportowe - 
- Łarisa Sielezniowa
Oleg Makarow

Pary sportowe - 4. miejsce
- Natalja Annienko
Gienrich Srietienski

Pary taneczne - 4. miejsce
- Natalja Biestiemjanowa
Andriej Bukin

Pary taneczne - 
- Marina Klimowa
Siergiej Ponomarienko

Pary taneczne - 

### Łyżwiarstwo szybkie
Mężczyźni
- Andriej Bachwałow

1000 m - 11. miejsce
- Siergiej Bieriezin

5000 m - 23. miejsce
10000 m - 9. miejsce
- Andriej Bobrow

1500 m - 35. miejsce
- Dmitrij Boczkariow

5000 m - 17. miejsce
- Siergiej Fokiczew

500 m - 4. miejsce
- Nikołaj Gulajew

500 m - 36. miejsce
1000 m - 
1500 m - 7. miejsce
- Aleksandr Klimow

1500 m - 6. miejsce
- Jurij Klujew

5000 m - 26. miejsce
10000 m - 6. miejsce
- Witalij Makowiecki

500 m - 12. miejsce
- Aleksandr Mozin

10000 m - 18. miejsce
- Boris Riepnin

1000 m - 12. miejsce
- Ihar Żalazouski

500 m - 6. miejsce
1000 m - 
1500 m - 4. miejsce
Kobiety
- Swietłana Bojko

3000 m - 6. miejsce
5000 m - 4. miejsce
- Natalja Glebowa

500 m - 9. miejsce
1000 m - 20. miejsce
- Jelena Iljina

1000 m - 18. miejsce
- Jelena Łapuga

1500 m - 5. miejsce
3000 m - 7. miejsce
5000 m - 5. miejsce
- Jelena Tumanowa

1500 m - 15. miejsce
3000 m - 9. miejsce
5000 m - 15. miejsce

### Narciarstwo alpejskie
Mężczyźni
- Konstantin Czistiakow

supergigant - DNF
gigant - 35. miejsce
slalom - DNF
kombinacja - DNF
- Siergiej Pietrik

supergigant - DNF
gigant - 30. miejsce
slalom - DNF
kombinacja - DSQ
Kobiety
- Golnur Postnikowa

zjazd - 16. miejsce
kombinacja - DNF

### Saneczkarstwo
Mężczyźni
- Jurij Charczenko

jedynki - 
- Siergiej Danilin

jedynki - 6. miejsce
- Walerij Dudin

jedynki - 17. miejsce
- Jewgienij Biełousow
Aleksandr Bielakow

dwójki - 7. miejsce
- Witalij Mielnik
Dmitrij Aleksiejew

dwójki - 5. miejsce
Kobiety
- Julija Antipowa

jedynki - 5. miejsce
- Nadieżda Danilina

jedynki - 8. miejsce
- Irina Kusakina

jedynki - 10. miejsce

### Skoki narciarskie
Mężczyźni
- Eduard Subocz

Skocznia normalna - 38. miejsce
- Michaił Jesin

Skocznia normalna - 39. miejsce